# Нитуй
Нитуй — река на острове Сахалин. Длина реки — 83 км. Площадь водосборного бассейна — 535 км².
Берёт начало юго-восточне горы Молдавская Камышового хребта, между ней и горой Удар. Течёт от истока на юго-восток вдоль Восточно-Лисянского хребта по местности, поросшей берёзово-пихтовым лесом. В нижнем и среднем течении петляет, в приустьевой части делится на несколько проток. Впадает в залив Терпения. В устье находится посёлок Новое. Ширина реки в низовьях составляет 30 метров, глубина — 1,2 метра.
Протекает по территории Поронайского и Макоровского городских округов Сахалинской области.

## Основные притоки
Объекты перечислены по порядку от устья к истоку.
- 36 км: Главная
- 43 км: Ягуар

## Данные водного реестра
По данным государственного водного реестра России относится к Амурскому бассейновому округу.
Код объекта в государственном водном реестре — 20050000212118300004973.